# Fledermausquartier Stallgebäude in Linum
Fledermausquartier Stallgebäude in Linum este o arie protejată (arie specială de conservare — SAC, sit de importanță comunitară — SCI) din Germania întinsă pe o suprafață de 0,6 ha, integral pe uscat.

## Localizare
Centrul sitului Fledermausquartier Stallgebäude in Linum este situat la coordonatele 52°44′59″N 12°52′13″E / 52.7497°N 12.8703°E.

## Înființare
Situl Fledermausquartier Stallgebäude in Linum a fost declarat sit de importanță comunitară în martie 2004.

## Biodiversitate
Situată în ecoregiunea continentală, aria protejată nu include niciun habitat protejat.
La baza desemnării sitului se află o specie protejată de  mamifere: liliac de iaz (Myotis dasycneme).